# Ana Iuriev
Ana Iuriev (născută Onilă; n. 9 februarie 1944, Bravicea, România) este o regizoare de film din Republica Moldova.
În anii 1965-1969 era asistent de regizor. A urmat cursurile facultății regie film documentar a Institutului de Cinematografie din Moscova (actualmente Institutul de Cinematografie Gherasimov) în anii 1970-1974, unde a fost studentă a Liei Derbîșeva. După studii a început să regizeze filme documentare la studioul Moldovafilm. A realizat mai multe schițe cinematografice, majoritatea în colaborare cu soțul său, operatorul A. Iuriev.
Filmografia Anei Iurieva include documentare, filme pentru copii și alte opere:
- 1973: Aici au fost rîpi
- 1973: Ruta de onoare
- 1974: Un kilometru de drum
- 1974: Stăpînii pămîntului
- 1974: Bine ați venit
- 1975: Toate încep din copilărie
- 1975: Nuvela pîinii
- 1975: Cea mai scurtă lecție
- 1976: Vin copiii la teatru
- 1976: Naturi active
- 1978: Ce ți-i și cu Liza asta!
- 1978: Elena Strujuc
- 1978: Etaje de-asupra orașului
- 1979: Fluieraș
- 1982: Măria sa, Femeia!
- 1982: Speranța
- 1983: A păstra și a înmulți
- 1984: Meditații despre pîine
- 1984: Ascultă chemarea viitorului
- 1985: Cum îți este numele, „Surule”?
- 1986: Sub tăișul iataganului
- 1987: Vatra fără leagăn
- 1988: Nedumerirea lui moș Gheorghe
- 1989: Cîteva interviuri după tragedie
- 1989: Fluierul lui Dumitrița

Cel puțin șase din filmele enumerate au fost premiate la diferite festivaluri republicane și internaționale. Ana Iurieva a fost distinsă cu titlul emerit „Maestru în Artă” în anul 1994.